# Hans-Günter
Hans-Günter, oder Hansgünter, Hans-Günther ist ein männlicher deutscher Vorname.

## Herkunft und Bedeutung
Namensvereinigung:
- Hans: Kurzform zu Johannes, hebräisch Jochanan ‚Gott ist gnädig / Gott hat Gnade erwiesen‘
- Günter: zu Gunther, germanisch aus gund ‚Kampf‘ und heri ‚Heer‘

Die Doppelnamen werden verschmolzen Ende des 19. Jahrhunderts, die Bindestrichnamen in den 1930er–50ern im Deutschen populär. 

Die Betonung des Namens kann auf Hans oder auf Günter erfolgen.

## Varianten
- Hans-Günter/Hansgünter
- Hans-Günther/Hansgünther
- Hanns-Günter/Hannsgünter
- Hanns-Günther/Hannsgünther (selten)

- Auch ohne Bindestrich Hans Günter. Sie unten: Winkler.

Seltenere Bildung ist Hans-Gunter.
Varianten in anderen Sprachen sind selten, da die Namensbildung für das Deutsche typisch ist. Eine Analogbildung findet sich aber nordisch als Hans-Gunnar, Hansgunnar, Hans-Gunner und ähnlich.

## Bekannte Namensträger (alle Varianten)

### A
- Hans-Günther Allers (1935–2024), deutscher freischaffender Komponist

### B
- Hans-Günther Baass (1909–1991), deutscher Maler
- Hans-Günther Bierwirth (1922–1998), deutscher Architekt
- Hans-Günter Bruckmann (1946–2023), deutscher Politiker (SPD)
- Hans-Günter Bruns (* 1954), deutscher Fußballspieler
- Hans-Günter Buchholz (1919–2011), deutscher Archäologe
- Hans-Günther Bücking (1951–2025), deutscher Kameramann und Regisseur
- Hans-Günter Butzko, alias HG. Butzko (1965) deutscher Kabarettist

### D
- Hans-Günter Diegel (* 1936), deutscher Fußballspieler
- Hans-Günther Döring (* 1962), deutscher Autor und Illustrator
- Hans-Günther Dotzauer (* 1953), deutscher Opern-, Operetten- und Musicalsänger, Tenor

### E
- Hans-Günter Etterich (* 1951), deutscher Fußballspieler

### G
- Hans-Günter Gierloff-Emden (1923–2011), deutscher Geograph
- Hans-Günter Gnodtke (* 1948), deutscher Botschafter
- Hans-Günter Gruber (* 1957), deutscher katholischer Moraltheologe und Hochschullehrer
- Hans-Günter Grund (* 1941), deutscher Fußballspieler

### H
- Hans-Günther Heinz (1933–2024), deutscher Unternehmer und Politiker (FDP)
- Hans-Günter Henneke (* 1957), deutscher Hochschullehrer und Präsidialmitglied des Deutschen Landkreistages
- Hans-Günter Heumann (* 1955), deutscher Komponist und Buchautor
- Hansgünther Heyme (* 1935), deutscher Theaterregisseur
- Hans-Günter Hoppe (1922–2000), deutscher Politiker (FDP)

### K
- Hans-Günther Kaufmann (Gartenbauwissenschaftler) (* 1935), deutscher Gartenbauwissenschaftler
- Hans-Günther Kaufmann (Fotograf) (* 1943), deutscher Fotograf
- Hans-Günter Klein (Ringer) (* 1954), deutscher Ringer
- Hans-Günter Klein (Reiter) (* 1968), deutscher Springreiter
- Hans-Günther Kroth (* 1949), deutscher Fußballspieler

### L
- Hans-Günther Lange (1916–2014), deutscher Marineoffizier
- Hans-Günther van Look (1939–2007), deutscher Maler, Bildhauer und Autor

### M
- Hans-Günter Martens (1930–2001), deutscher Schauspieler und Hörfunkmoderator
- Hans-Günter Mertens (* 1950), deutscher Politiker (SPD)
- Hans-Günther Müller (Sänger) (* 1955), österreichischer Sänger und Schauspieler

### N
- Hans-Günter Naumann (1935–2010), deutscher Politiker (SPD)
- Hans-Günter Neues (1950–2016), deutscher Fußballspieler und Trainer

### O
- Hans-Günter Ottenberg (* 1947), deutscher Musikwissenschaftler und Hochschullehrer

### P
- Hans-Günter Petzold (1931–1982), deutscher Biologe
- Hans-Günther Plücken (* 1954), deutscher Fußballspieler
- Hans-Günther Pölitz (* 1952), deutscher Kabarettist

### R
- Hans-Günter Richardi (1939–2025), deutscher Autor und Journalist
- Hans-Günter Rolff (* 1939), deutscher Erziehungswissenschaftler

### S
- Hans-Günter Schimmöller (1935–2015), deutscher Fußballspieler
- Hans-Günter Schodruch (1926–1999), deutscher Politiker (REP)
- Hans-Günther Schramm (* 1941), deutscher Politiker (Bündnis 90/Die Grünen)
- Hans-Günter Schröder (* 1943), deutscher Fußballspieler
- Hans-Günther Sohl (1906–1989), deutscher Industriemanager

### T
- Hans-Günther Thalheim (1924–2018), deutscher Literaturwissenschaftler, Herausgeber und Hochschullehrer
- Hans-Günther Tiemann (* 1960), deutscher Ruderer und Lehrer
- Hans-Günther Toetemeyer (1930–2017), deutscher Politiker (SPD)

### V
- Hans-Günther Vosseler (* 1949), deutscher Schwimmer

### W
- Hans Günter Wallraff, bekannter als Günter Wallraff (* 1942), deutscher Enthüllungsjournalist und Schriftsteller
- Hans-Günther Wauer (1925–2016), deutscher Kirchenmusiker
- Hans-Günther Weber (1916–2003), Verwaltungsjurist, Landrat Landkreis Wetzlar, Oberstadtdirektor Braunschweig
- Hans Günter Winkler (1926–2018), deutscher Springreiter

### Z
- Hans-Günter Ziesche (1935–2012), deutscher Politiker (SPD)
- Hans-Günther Zimmermann (* 1951), deutscher Jugendbuchautor